# Marktoffingen
Marktoffingen är en kommun och ort i Landkreis Donau-Ries i Regierungsbezirk Schwaben i förbundslandet Bayern i Tyskland.
Kommunen ingår i kommunalförbundet Wallerstein tillsammans med köpingen Wallerstein och kommunen Maihingen.